# Ізворче
І́зворче (болг. Изворче) — село в Ловецькій області Болгарії. Входить до складу общини Ловеч.

## Населення
За даними перепису населення 2011 року у селі проживала 41 особа, з них 40 осіб (97,6%) — болгари.
Розподіл населення за віком у 2011 році:
Динаміка населення: